# La Chapelle-Lasson
La Chapelle-Lasson je francouzská obec v departementu Marne v regionu Grand Est. Žije zde 85 obyvatel.

## Geografie

### Sousední obce
| Růžice kompasu | Queudes                               | Gaye               | Marigny   | Růžice kompasu |
| Růžice kompasu | Villeneuve-Saint-Vistre-et-Villevotte | Sever              | Thaas     | Růžice kompasu |
| Růžice kompasu | Villeneuve-Saint-Vistre-et-Villevotte | La Chapelle-Lasson | Thaas     | Růžice kompasu |
| Růžice kompasu | Villeneuve-Saint-Vistre-et-Villevotte | Jih                | Thaas     | Růžice kompasu |
| Růžice kompasu | Allemanche-Launay-et-Soyer            |                    | Marsangis | Růžice kompasu |